# عمر محمد باعباد
عمر محمد عمر باعباد هو شاعر يمني. ولد في 1951 في مدينة الغرفة في محافظة حضرموت. ولع بالشعر منذ صغره، ويكتب الشعر العربي الفصيح والشعر الغنائي الشعبي. نشرت له بعض الدراسات الأدبية والنثرية. وهو عضو في سكرتارية اتحاد الأدباء والكتاب اليمنيين في حضرموت. له مجموعة شعرية غنائية بعنوان "دندنات وجدانية"، وغنى له عدد من الفنانين اليمنيين.